# 1968年电影

## 第六屆金馬獎
- 最佳劇情片——《路》（中央電影製片廠）
- 最佳導演——白景瑞《寂寞的十七歲》
- 最佳男主角——崔福生《路》
- 最佳女主角——凌波《烽火萬里情》